# Lądek-Zdrój
Lądek-Zdrój là một thị trấn thuộc huyện Kłodzki, tỉnh Dolnośląskie ở miền tây nam Ba Lan. Thị trấn có diện tích 20 km². Đến ngày 1 tháng 1 năm 2011, dân số của thị trấn là 5917 người và mật độ 291 người/km².